# Karl Ernst Georges
Karl Ernst Georges, född den 26 december 1806 i Gotha, död där den 25 augusti 1895, var en tysk lexikograf. 
Georges, som från 1846 var överlärare vid gymnasiet i sin hemstad, började redan som skolyngling att arbeta i den latinska lexikografin. Efter att tillsammans med Lünemann ha utgivit 7:e upplagan av Schellers Lateinisch-deutsches Handwörterbuch utarbetade han ensam 8:e och 9:e upplagorna av detta arbete, vilka han väsentligt förbättrade, och slutligen utgav han 1848 i sitt eget namn 10:e upplagan, som var ett fullkomligt nytt arbete (dettas 7:e upplaga utkom 1880). Åren 1830–34 offentliggjorde han Deutsch-lateinisches Handwörterbuch (6:e upplagan 1870), 1864–65 Kleines lateinisch-deutsches und deutsch-lateinisches Handwörterbuch och 1876 Lateinisch-deutsches Schulwörterbuch, vilka alla kom ut i flera upplagor. År 1863 fick Georges titeln professor.